# Hylesia bolivex
Hylesia bolivex är en fjärilsart som beskrevs av Paul Dognin 1922. Hylesia bolivex ingår i släktet Hylesia och familjen påfågelsspinnare. Inga underarter finns listade i Catalogue of Life.